# Żeglarstwo na Letnich Igrzyskach Olimpijskich 1960
Zawody zostały przeprowadzone w pięciu konkurencjach (po raz pierwszy rozegrano zawody w klasie Latający Holender). Zawody zostały rozegrane między 29 sierpnia a 7 września 1960 roku. Zawody zostały rozegrane na wodach Zatoki Neapolitańskiej. W zawodach wystartowało 289 zawodników (288 mężczyzn oraz 1 kobieta) z 46 krajów. Zawody zostały rozegrane w formie open (bez podziału na konkurencje męskie i kobiece). Polscy żeglarze nie startowali.

## Finn
| Złoto                 | Punktacja | Srebro                      | Punktacja | Brąz                 | Punktacja |
| Dania · Paul Elvstrøm | 8171      | ZSRR · Aleksander Tšutšelov | 6520      | Belgia · André Nelis | 5934      |

## Klasa Star
| Złoto                                          | Punktacja | Srebro                                                | Punktacja | Brąz                                                   | Punktacja |
| ZSRR · Tornado Timir Piniegin · Fiodor Szutkow | 7619      | Portugalia · Ma’Lindo Mário Quina · José Manuel Quina | 6665      | Stany Zjednoczone · Shrew II Bill Parks · Bob Halperin | 6269      |

## Klasa Dragon
| Złoto                                                                          | Punktacja | Srebro                                                                                | Punktacja | Brąz                                                                       | Punktacja |
| Grecja · Nirefs Książę Konstantyn Grecki · Odiseas Eskidzoglu · Jeorjos Zaimis | 6733      | Argentyna · Tango Jorge Salas Chávez · Héctor Calegaris · Jorge Alberto del Río Salas | 5715      | Włochy · Venilia Antonio Cosentino · Antonio Ciciliano · Giulio De Stefano | 5704      |

## Klasa 5,5 m
| Złoto                                                                | Punktacja | Srebro                                                             | Punktacja | Brąz                                                                       | Punktacja |
| Stany Zjednoczone · Minotaur George O’Day · James Hunt · David Smith | 6900      | Dania · Web II William Berntsen · Steen Christensen · Søren Hancke | 5678      | Szwajcaria · Ballerina IV Henri Copponex · Pierre Girard · Manfred Metzger | 5122      |

## Klasa Latający Holender (FD)
| Złoto                                          | Punktacja | Srebro                                       | Punktacja | Brąz                                                    | Punktacja |
| Norwegia · Sirene Peder Lunde · Bjørn Bergvall | 6774      | Dania · Skum Hans Fogh · Ole Gunnar Petersen | 5991      | Niemcy Macky Rolf Mulka Ingo von Bredow Achim Kadelbach | 5882      |

## Kraje uczestniczące
W zawodach wzięło udział 289 zawodników z 46 krajów
| - Argentyna (9) - Australia (11) - Austria (8) - Bahamy (11) - Belgia (3) - Bermudy (9) - Birma (3) - Brazylia (5) - Dania (9) - Federacja Indii Zachodnich (2) | - Finlandia (9) - Francja (11) - Filipiny (3) - Grecja (8) - Hiszpania (11) - Holandia (7) - Indonezja (5) - Irlandia (6) - Japonia (6) - Jugosławia (3) | - Kanada (11) - Kenia (3) - Kuba (2) - Liban (3) - Malta (3) - Maroko (1) - Meksyk (2) - Monako (3) - Niemcy (12) - Norwegia (9) | - Nowa Zelandia (3) - Portugalia (11) - Rodezja (2) - Singapur (3) - Stany Zjednoczone (11) - Szwajcaria (11) - Szwecja (11) - Tajlandia (2) - Turcja (1) - Urugwaj (3) | - Wenezuela (2) - Węgry (5) - Wielka Brytania (11) - Włochy (11) - Związek Południowej Afryki (3) - ZSRR (11) |

## Klasyfikacja medalowa
| Lp. | Państwo           |   |   |   | Razem |
| --- | ----------------- | - | - | - | ----- |
| 1.  | Dania             | 1 | 2 | – | 3     |
| 2.  | ZSRR              | 1 | 1 |   | 2     |
| 3.  | Stany Zjednoczone | 1 | – | 1 | 2     |
| 4.  | Grecja            | 1 | – | – | 1     |
| 4.  | Norwegia          | 1 | – | – | 1     |
| 6.  | Argentyna         | – | 1 | – | 1     |
| 6.  | Portugalia        | – | 1 | – | 1     |
| 8.  | Niemcy            | – | – | 1 | 1     |
| 8.  | Włochy            | – | – | 1 | 1     |
| 8.  | Szwajcaria        | – | – | 1 | 1     |
| 8.  | Belgia            | – | – | 1 | 1     |